# Schildgedicht
Als Schildgedicht oder Schilddichtung wird ein Stoffgebiet aus der Gattung Bildgedicht der altnordischen Literatur bezeichnet. In skaldischen Gedichten (Preislied) werden bildliche Darstellungen auf der Schutzwaffe des Schildes vom Skalden aufgegriffen und frei interpretiert.

## Beispiele
- Haustlǫng
- Ragnarsdrápa